# Государственный архив Западно-Казахстанской области
Государственный архив Западно-Казахстанской области — государственный архив, расположенный в Уральске Западно-Казахстанской области, один из архивов Казахстана. Организован решением Уральского губисполкома от 15 мая 1923 года как губернский архив; с 1928 — окружной архив; с 1931 — Уральское отделение Центрального архива КазАССР; с 1932 — Уральский областной государственный архив.
Исторические материалы содержат ценные сведения по истории Западного Казахстана, о Гражданской войне; голоде 1921—1922, 1932—1933 годов; экономических, социальных и культурных изменениях, положении области в годы Великой Отечественной войны, об освоении целины, развитии народного хозяйства. В фондах архива на январь 2014 года хранятся более 640 тысяч документов. Научно-справочная система состоит из списков специализированных каталогов обозрений, кратких справочников. Оказывает научно-методическую помощь двум областным филиалам и 11 районным архивам Западно-Казахстанской области. Штат архива (вместе с филиалами) — 32 человека.
Количество фондов:
- Первое поступление — 15 единиц хранения;
- Конец 1924 года — 53 фонда, около 15 270 единиц хранения;
- На 1932 год — 412 фондов, 108 677 единиц хранения;
- На 1 января 1940 года — 627 фондов, 112 029 единиц хранения;
- На 1 января 1959 года — 890 фондов, 114 108 единиц хранения;
- На 2004 год — 520 000 единиц хранения;
- На 1 января 2014 года — 2453 фондов, 643 704 единиц хранения.

Один из лучших архивов в плане цифровизации.